# خورخي غودوي كارديناس
خورخي غودوي كارديناس هو سياسي مكسيكي، ولد في 25 مايو 1954 في ولاية مكسيكو في المكسيك. انتخب عضو مجلس النواب المكسيك ‏.